# 王府仓胡同
39°55′17″N 116°21′35″E / 39.9213616°N 116.359697°E
王府仓胡同，是位于中国北京市西城区中部的一条胡同。现已拓宽为道路。

## 简介
王府仓胡同为东西走向，过去东到锦什坊街，西到阜成门南顺城街，全长492米，平均宽4米。明朝始称王府仓胡同。1965年北京市整顿地名，将小月芽胡同并入。2002年7月，北京市第一五九中学从历代帝王庙迁到王府仓胡同北侧。2000年代，该胡同被拓宽为道路，东到锦什坊街，与大麻线胡同连接，西到阜成门南大街。
1958年，因为黄化门大街5号（今黄化门街5号）要兴建一所中学，张申府乃从黄化门大街5号迁居王府仓胡同16号。